# Dyops interrupta
Dyops interrupta là một loài bướm đêm trong họ Noctuidae.